# Кристина Уэссекская
Кристи́на Уэ́ссекская (англ. Christina of Wessex; fl. 1086) — принцесса из Уэссекской династии; дочь этелинга Эдуарда Изгнанника, монахиня монастыря Ромзи.

## Биография

### Происхождение
Дата рождения Кристины неизвестна. Она была одной из двух дочерей и одним из троих детей Эдуарда Изгнанника и его жены Агаты; помимо Кристины в семье был сын Эдгар Этелинг и дочь Маргарита.
Отец девочки был одним из двух сыновей короля Англии Эдмунда Железнобокого и его жены Элдгиты; Эдуард родился в период массированного датского вторжения в англосаксонское королевство и был отстранён от престолонаследия Кнудом Великим, занявшим трон в 1016 году. Тем не менее, Эдуард, как и его брат Эдмунд, получил титул-прозвище «Этелинг» — староанглийское слово, которым обозначались члены королевской семьи, имевшие право на трон. Этелинги были вывезены из страны для дальнейшего умерщвления, однако им удалось избежать смерти.
Происхождение Агаты, матери Кристины, достоверно не определено: так, некоторые историки считают, что она была родом из центральной или восточной Европы; также существует предположение, что Агата имела королевское происхождение и была дочерью епископа Аугсбурга и племянницей императора Генриха II Святого или дочерью венгерского короля Иштвана I и Гизелы Баварской; кроме того, автор «Законов Эдуарда Исповедника» сообщает, что Агата происходила из рода князей Киевских.
Агата и Эдуард познакомились во время изгнания этелингов в Венгрии или Киеве; таким образом, Кристина, вероятно, родилась в Венгрии или Киеве. В Национальном биографическом словаре местом рождения всех троих детей Эдуарда Изгнанника названа Венгрия.

### Смерть отца, бегство в Шотландию
Когда в 1042 году скончался Хардекнуд, последний представитель датской династии, королём Англии стал его единоутробный брат Эдуард Исповедник. Аскетизм нового короля не позволял ему иметь детей, а других близких родственников, кроме этелингов, приходившихся ему племянниками, у короля не было; однако он не планировал передачу престола по наследству совершенно неизвестному в Англии принцу. Он склонялся к провозглашению своим преемником нормандского герцога Вильгельма и только после государственного переворота 1052 года, завершившегося изгнанием нормандских советников короля из страны, король призвал Эдуарда Изгнанника в Англию, однако тот добрался до своей родины вместе с семьёй только в 1057 году. Едва отец Кристины оказался в Англии, он неожиданно умер — вероятно, был убит.
Смерть отца Кристины обострила вопрос об английском наследстве. К 1066 году, когда скончался Эдуард Исповедник, на престол Англии претендовали четверо: Гарольд Годвинсон, самый могущественный англосаксонский магнат и фактический правитель страны при Эдуарде Исповеднике, нормандский герцог Вильгельм, король Норвегии Харальд III Суровый, а также брат Кристины Эдгар Этелинг. Брат Кристины был провозглашён королём в 1066 году, но не был коронован. Однако год спустя он был смещён с трона Вильгельмом I Завоевателем. Мать Кристины, опасавшаяся убийства её самой и детей, бежала в Шотландию под защиту короля Малькольма III. Здесь Кристина провела следующие несколько лет: к 1070 году Вильгельм завершил завоевание Англии, и Эдгар потерял всякую надежду вернуть свой трон; Малькольм III же предоставил семье этелинга постоянное жильё и женился на сестре Кристины Маргарите, которая, вероятно, ранее планировала стать монахиней.

### Возвращение в Англию
После примирения Эдгара Этелинга с Вильгельмом Завоевателем Кристина, вероятно, последовала за братом в Англию. От Вильгельма Кристина получила земельные владения: в «Книге Страшного суда» Кристина значится владелицей поместья Брэдуэлл в Оксфордшире, восьми владений в Улверли, Уорикшир, одного поместья во владениях эрла Эдвина и двадцати четырёх владений в Айсентоне; ей также принадлежали менее значимые земли. Англосаксонская хроника сообщает, что межевание земель ещё не было завершено, когда Кристина, желавшая как и сестра прожить благочестивую жизнь, удалилась в монастырь Ромзи в Гэмпшире, где позднее приняла постриг.
Некоторые источники называют Кристину аббатисой Ромзи, однако современные ей записи называли её простой монахиней; кроме того, список аббатис Дагдейла, незавершённый и неточный, не содержит имени Кристины. Возможно, она была настоятельницей другого монастыря — Уилтона в Уилтшире. Но даже если Кристина не была аббатисой, она была достаточно значимой фигурой в монастыре, чтобы быть хорошо известной Ансельму Кентерберийскому, и в достаточной степени пользовалась доверием своего зятя-короля Малькольма III, который поручил ей опеку над своими двумя малолетними дочерьми и племянницами Кристины, Эдитой (позднее женой короля Англии Генриха I) и Марией (позднее графиней Булони). Кристина, вероятно, дала своим племянницам лучшее образование, чем могли получить женщины в то время, но её сильное желание склонить Эдиту к монашеству вызвало гнев Малкольма и вражду самой Эдиты по отношению к тётке; всё это привело к тому, что Кристина воспитывала Эдиту с суровостью и даже жестокостью, что возмущало племянницу. Кристина выступила против брака Эдиты с английским королём под предлогом того, что девушка уже приняла постриг, однако Ансельм Кентерберийский утверждал, что брак был законен.
Дата смерти Кристины неизвестна. Предположительно, она была инициатором строительства церкви в Хартфорде.